# ჩ
Das Č̕in (ჩ) ist der 26. Buchstabe des georgischen Alphabets. Der Buchstabe stellt den Laut [tʃʰ] dar und wird im Deutschen mit dem Tetragraphen tsch transkribiert.
Heute wird im Mchedruli-Alphabet nur noch das ჩ verwendet. Im historischen Chutsuri-Alphabet gab es noch den Großbuchstaben Ⴙ; das kleingeschriebene Pendant dazu war das ⴙ.
Es war dem Zahlenwert 1000 zugeordnet.

## Zeichenkodierung
Das Č̕in ist in Unicode an den Codepunkten U+10E9 (Mchedruli) bzw. U+10B9 (Chutsuri-Großbuchstabe) und U+2D19 (Chutsuri-Kleinbuchstabe) zu finden.